# Billionaires' Row (New York)

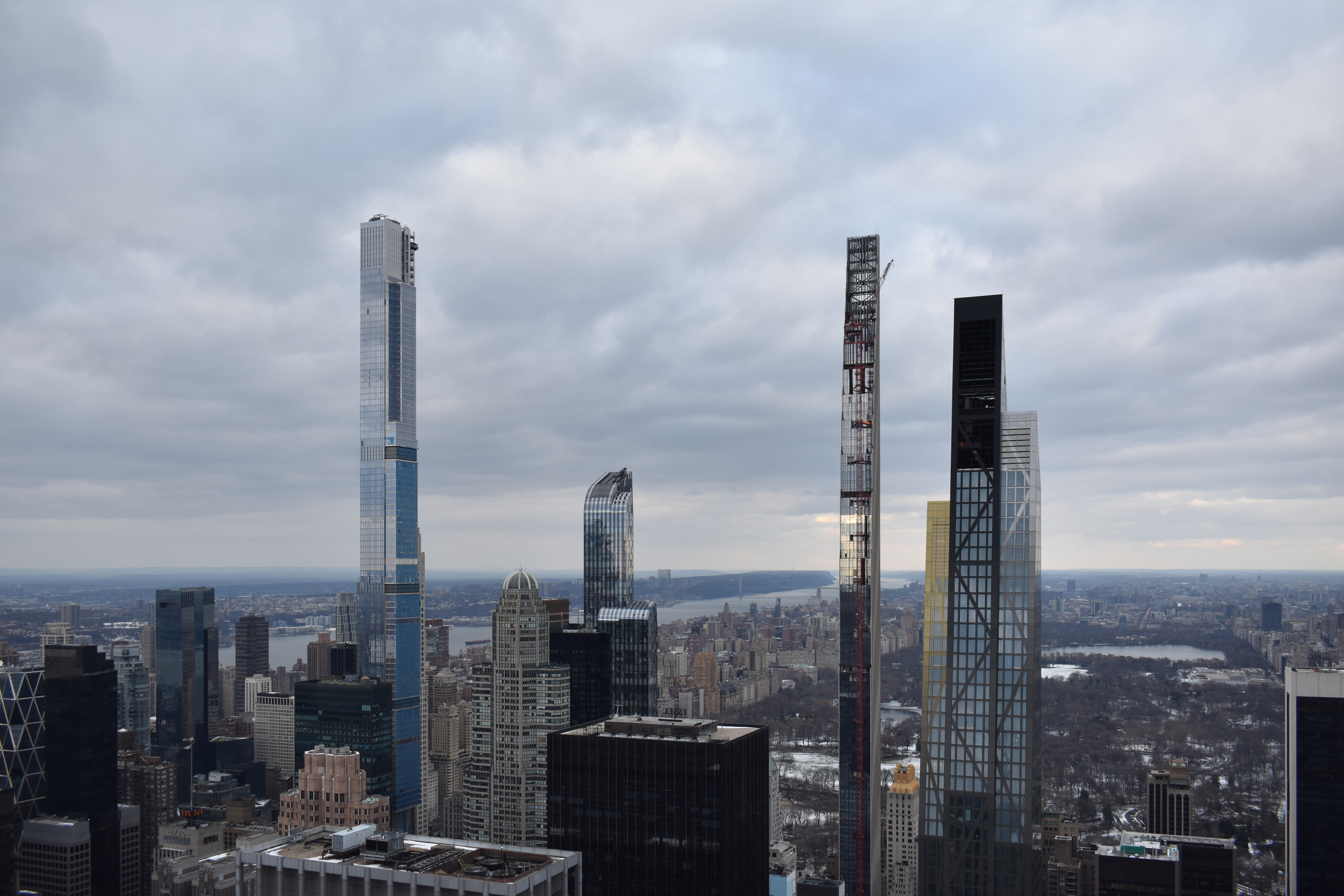
Een gedeelte van Billionaires' Row met op de achtergrond Central Park.

Billionaires' Row is een verzamelnaam voor een aantal ultra-luxueuze wolkenkrabbers, reeds gebouwd of in ontwikkeling, die zich bevinden ter hoogte van het zuidelijk eind van Central Park in Manhattan, New York. Een aantal van deze gebouwen bevindt zich in de “supertall category”, hoger dan 300 m, zij behoren tot de hoogste gebouwen ter wereld. De meeste van deze ultra-dunne wolkenkrabbers bevinden zich aan 57th Street, waardoor de term ook betrekking kan hebben op enkel de straat.